# Bredow
Bredow ist ein deutscher Familienname.

## Namensträger
- Adalbert von Bredow (1814–1890), deutscher Generalleutnant
- Adolf von Bredow-Ihlow (1763–1852), Stifter des Hauses Ihlow und Herr auf Wölsickendorf, Ringenwalde und Buchow-Karpzow
- Albert Bredow (1828–1899), deutscher Landschaftsmaler und Bühnenbildner
- Alfred Bredow, deutscher Schriftsteller
- Anatol Graf von Bredow (1859–1941), deutscher General der Kavallerie
- Asmus Ehrenreich von Bredow (1693–1756), deutscher Generalleutnant und Gouverneur von Kolberg
- Barbara Bredow (* 1937), deutsche Künstlerin
- Bernhard von Bredow (1842–1918), preußischer Generalleutnant
- Bernard von Bredow (1959–2021), deutscher Urzeitforscher
- Carl Wilhelm von Bredow (1682–1761), deutscher Generalmajor
- Christoph August von Bredow (1780–1844), deutscher Agrarexperte und Gutsbesitzer
- Christoph von Bredow (1930–2016), deutscher Politiker (CDU)
- Claus von Bredow (1850–1913), preußischer Generalmajor
- Dietrich von Bredow (1768–1836), Gutsbesitzer und preußischer Landrat
- Edgar Bredow (Edgar Schmidt-Bredow; 1913–1992), deutscher Kapellmeister und Komponist
- Emanuel Friedrich von Bredow (1732–1780), deutscher Oberst der Kavallerie
- Ernst von Bredow (1834–1900), deutscher Rittergutsbesitzer und Politiker, MdR, Landrat
- Ernst Wilhelm von Bredow (1709–1755), preußischer Minister
- Eva von Bredow (1904–1979), deutsche Leichtathletin
- Felix von Bredow (* 1986), deutscher Schauspieler
- Ferdinand von Bredow (1884–1934), deutscher Generalmajor
- Friedrich Ludwig Wilhelm von Bredow (1763–1820), deutscher Gutsbesitzer
- Friedrich Siegmund von Bredow (1683–1759), deutscher General der Kavallerie
- Gabriel Gottfried Bredow (1773–1814), deutscher Hochschullehrer
- Gottfried Albrecht von Bredow (1650–1730), deutscher Adliger und Offizier
- Gustav Adolf Bredow (1875–1950), deutscher Bildhauer
- Hannah von Bredow (1893–1971), deutsche Widerstandskämpferin gegen den Nationalsozialismus
- Hans Bredow (1879–1959), deutscher Hochfrequenztechniker
- Harald Bredow (1878–1934), deutscher Schauspieler, Drehbuchautor und Theaterregisseur
- Hasso II. von Bredow, Landeshauptmann sämtlicher Marken
- Hasso von Bredow (Landrat) (1812–1864), preußischer Landrat des Kreises Westhavelland
- Hasso von Bredow (General) (1851–1922), preußischer General der Infanterie
- Hasso von Bredow (Marineoffizier) (1883–1966), deutscher Konteradmiral
- Hedwig von Bredow (1853–1932), deutsche Verbandsfunktionärin
- Henning von Bredow (14./15. Jh.), Bischof von Brandenburg
- Henning August von Bredow (1774–1832), deutscher Förster, Winzer, Landrat und Gutsbesitzer
- Hermann von Bredow (1893–1954), deutscher Marineoffizier, Konteradmiral der Kriegsmarine
- Ilse von Bredow (1922–2014), deutsche Schriftstellerin
- Ingo von Bredow (1939–2015), deutscher Regattasegler
- Iris von Bredow (1948–2018), deutsche Althistorikerin, Übersetzerin und Romanautorin
- Jakob Friedrich von Bredow (1702–1783), deutscher Generalmajor
- Jessica von Bredow-Werndl (* 1986), deutsche Dressurreiterin
- Joachim von Bredow (Bischof) († 1507), deutscher Geistlicher, Bischof von Brandenburg
- Joachim von Bredow (General) (auch Joachim Breda; 1593–1660), dänischer Generalmajor
- Joachim von Bredow (Admiral) (1858–1914), deutscher Konteradmiral
- Joachim von Bredow (Politiker) (1867–1941), deutscher Rittergutsbesitzer und Politiker
- Joachim von Bredow (Landrat) (1872–1926), deutscher Rittergutsbesitzer und Verwaltungsbeamter
- Joachim Heinrich von Bredow (1643–1705), kurbrandenburgischer Generalmajor
- Joachim Leopold von Bredow (1699–1759), preußischer Adliger und Offizier
- Karl von Bredow-Buchow-Carpzow (1832–1904), deutscher Politiker, Mitglied des Preußischen Herrenhauses
- Kaspar Ludwig von Bredow (1685–1773), deutscher Adliger und Offizier, Lehrmeister von Kronprinz Friedrich
- Katarina von Bredow (* 1967), schwedische Schriftstellerin
- Klaus Bredow, Pseudonym von Konrad Heiden (1901–1966), deutscher Journalist und Schriftsteller
- Kuno Ernst von Bredow (1663–1725), deutscher Generalmajor und Amtshauptmann von Gramzow
- Leopold Bill von Bredow (* 1933), deutscher Jurist und Diplomat
- Lippold von Bredow, Landeshauptmann beziehungsweise Statthalter in der Mark Brandenburg
- Ludwig von Bredow (Bergrat) (1790–1852), preußischer Oberbergrat und deutscher Gutsbesitzer
- Ludwig von Bredow (1825–1877), deutscher Landrat und Politiker, MdR
- Ludwig Bredow, Kreisgerichtsrat in Dramburg und Mitglied des Ersten und Zweiten Vereinigten Landtages der Provinz Brandenburg
- Maria von Bredow (1899–1958), deutsche Landwirtin und Politikerin
- Mathias Christoph von Bredow (1685–1734), preußischer Beamter
- Max von Bredow (Politiker, 1817) (1817–1893), deutscher Offizier, Rittergutsbesitzer und Politiker
- Max von Bredow (Politiker, 1855) (1855–1918), deutscher Gutsbesitzer und Politiker
- Moritz von Bredow (* 1963), deutscher Kinderarzt und Autor
- Rafaela von Bredow (* 1967), deutsche Journalistin und Autorin
- Reinhard Bredow (Politiker) (1872–1945), deutscher Politiker (DNVP, NSDAP)
- Reinhard Bredow (Rennrodler) (* 1947), deutscher Rennrodler
- Rob Bredow, US-amerikanischer VFX-Künstler
- Robert Bredow (1885–nach 1946), deutscher Gewerkschafter und Politiker (SPD)
- Rudolf Bredow (1909–1973), deutscher Maler, Zeichner, Szenograf und Kunsterzieher
- Traugott Bredow (Jurist, 1859) (1859–1928), deutscher Ministerialdirektor
- Traugott Bredow (Jurist, 1889) (1889–1969), deutscher Regierungspräsident
- Torsten Bredow (* 1966), deutscher Radsportler
- Uwe Bredow (* 1961), deutscher Fußballspieler
- Vendeline von Bredow, Journalistin (The Economist)
- Wichard von Bredow (1888–1951), deutscher Verwaltungsbeamter und Kommunalpolitiker (NSDAP)
- Wilfried von Bredow (* 1944), deutscher Politologe
- Wilkin Graf von Bredow (1855–1921), preußischer Politiker
- Wolf von Bredow (1834–1920), deutscher Gutsbesitzer und Politiker